# Union Investment-Hochhaus
Das Union Investment-Hochhaus ist ein Hochhaus im Bahnhofsviertel von Frankfurt am Main. Das Gebäude wurde 1977 nach den von der Speerplan Regional- und Stadtplaner GmbH und der Neue Heimat Städtebau Südwest GmbH ausgearbeiteten Plänen und Entwürfen erbaut. Es verfügt über 19 Obergeschosse und belegt mit einer Höhe von 93 Metern Platz 36 (2014) in der Rangliste der Frankfurter Hochhäuser. Nachts wird das Gebäude mit verschiedenen Lichteffekten blau und weiß beleuchtet.

## Beschreibung und Nutzung
Bis 2015 war das Hochhaus der Hauptsitz der Investmentgesellschaft Union Investment, dann wurde dieser in den Neubau Maintor Porta im Frankfurter Bankenviertel verlagert. Bis zum Sommer 2019 will Union Investment das nach ihr benannte Hochhaus weiterhin nutzen, dann sollen alle übrigen Mitarbeiter in das Hochhaus Winx umziehen. Das Union Investment-Hochhaus wurde im November 2014 an die GEG German Estate Group verkauft, die eine Umwandlung zum Wohnobjekt ankündigte. Im April 2021 wurde der Verkauf durch DIC Asset, das inzwischen GEG übernommen hatte, an den Frankfurter Projektentwickler Groß & Partner bekannt. Dieser kündigte im März 2023 an, das Hochhaus zu revitalisieren und weiterhin als Bürohaus anzubieten. Das Atrium soll abgerissen und durch einen Holzhybrid-Neubau ersetzt werden. Das Projekt firmiert unter dem Namen Kaia.

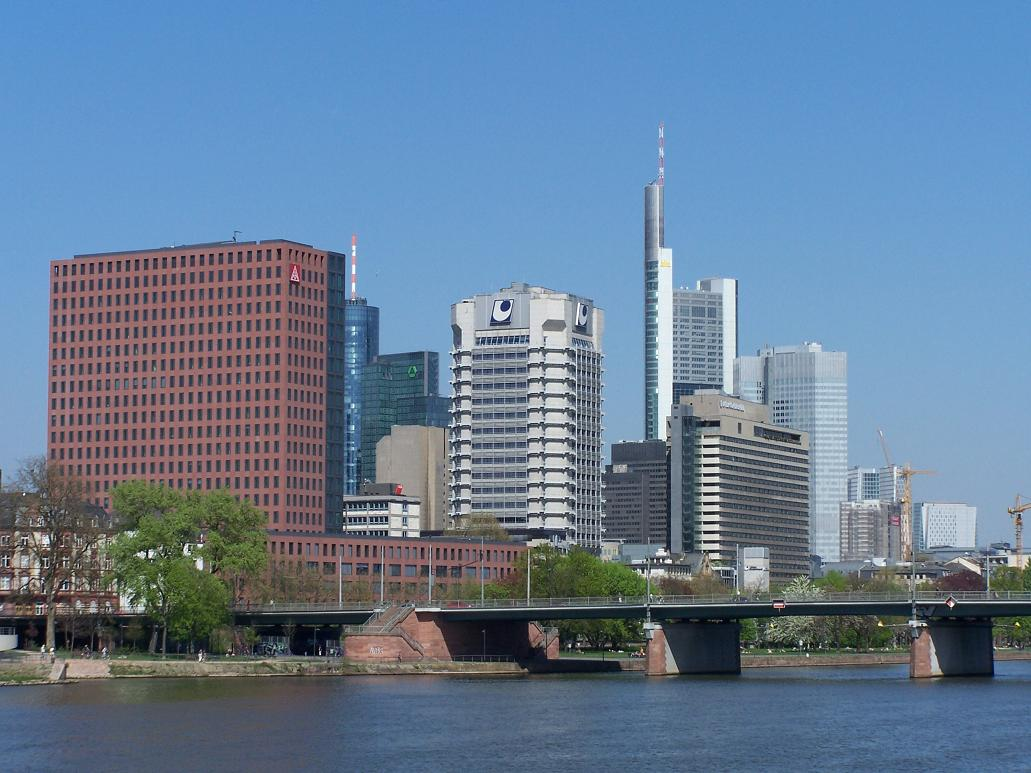
Blick vom südlichen Mainufer
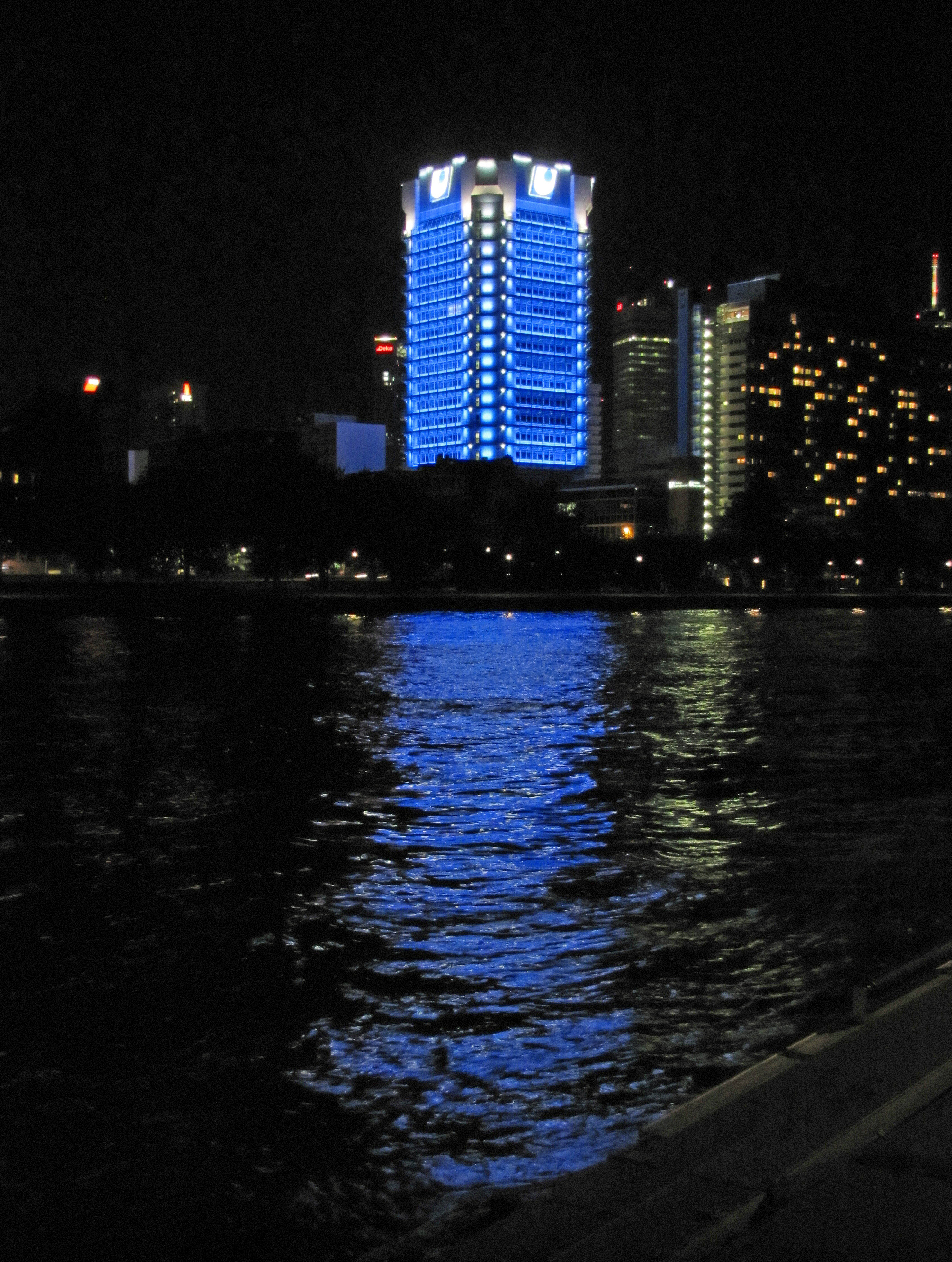
Nächtliche Beleuchtung
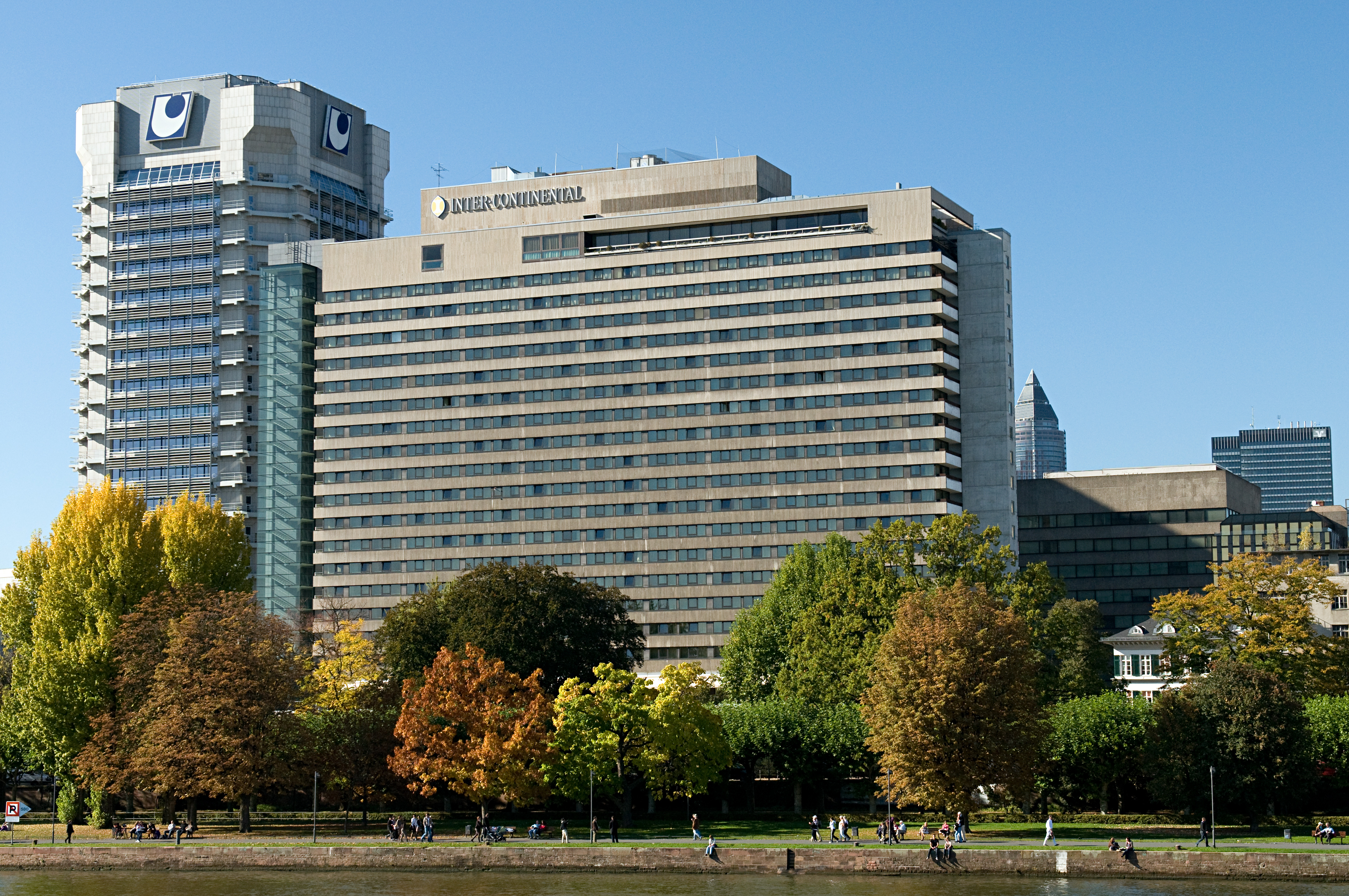
Mit dem Nachbargebäude InterContinental Frankfurt